# Кајзер-Флајшеров прстен
Кајзер-Флајшеров  прстен (енг. Kayser–Fleischer ring)  је  смеђи прстен на ивици шаренице   који изгледа као да окружују рожњачу ока. Настаје због таложења бакра у Десцеметовој мембрани као резултат одређених болести јетре.

## Етимологија и историја
Кајзер-Флајшеров  прстен име је добио  по немачким офталмолозима Бернхарду Кајзеру и Бруну Флајшеру који су га први описали 1902. и 1903. године. који су сматрали да овај престен настаке због акумулације сребра, да  би се по први пут 1934. године показано да он садржи бакар.
Касније студије (1936. године) доказале су одсуство сребра у пределу прстена и присуство бакра, који се инфилтрира из очне водице кроз ендотелне ћелије у Десцеметову мембрану, због великог афинитета бакра за базалне мембране. 
Године 1976, Белкин и колеге су користили спектрометрију ексцитације рендгенским зрацима да одреде присуство бакарних јона у рожњачи у случајевима Кајзер-Флајшерових прстенова који се не могу открити биомикроскопијом са прорезномлампом, како би објективно измерили количину бакра у рожњачи пре и после третмана , што је обећавајуће. резултати. Ова метода показала је недостатке, инструмент није широко доступан а постоји и потенцијални ризик од случајног зрачења сочива.

## Епидемиологија
Кајзер-Флајшерови прстенови се виде код већине пацијената са неуролошким промена код Вилсонове болести, у око отприлике 5% ових пацијената. 
Кајзер-Флајшерови прстенови су присутни код само 50% пацијената са изолованим обликом болести јетре и код пацијената без симптома.  
Код пацијената са фулминантном болешћу и код већине деце Кајзер-Флајшерови прстенови могу бити одсутни 

## Етиологија
Кајзер-Флајшеров прстен је тамни прстен који изгледа  као да окружују шареницу ока. Настаје због таложења бакра у делу Десцеметове мембране на месту где се рожњача спаја са склером. Прво се појављују као полумесец на врху рожњаче, потом као други полумесец који се формира испод, на „позицији шест сати“, и на крају се оба полумесаца спајају и у потпуно окружује рожњачу.
Настаје као последица обољења јетре.

## Патофизиологија
Кајзер-Флајшерови прстенови су узроковани таложењем вишка бакра на унутрашњој површини рожњаче у Десцемет мембрани која се протеже до трабекуларне мреже. Бакар се таложи као зрнасти комплекс са сумпором који прстену даје карактеристичну боју. Треба напоменути да је бакар присутан у целој рожњачи, међутим, због струјања течности, бакар има тенденцију да се акумулира супериорно и инфериорно, пре него што захвати шареницу по ободу. Бакар се такође може депоновати у сочиву у предњој и задњој капсули изазивајући сунцокретову катаракту која има центрифугална проширења која зраче. И Кајзер-Флајшеров прстен и сунцокретова катаракта не изазивају никакво оштећење вида. Међутим депозиција вишка бакра у базалним ганглијама у мозгу доводи до неуролошких и психијатријских манифестација Вилсонове болести.

## Клиничка слика
Иако су наслаге бакра равномерно распоређене по целој рожњачи, грануле комплекса сумпор-бакар пронађене су само на периферији Десцеметове мембране и видљиве су само у периферном делу рожњаче. Ово објашњава недостатак корелације између густине Кајзер-Флајшеровог прстена и количине бакра рожњаче мерене рендгенском ексцитационом спектрометријом. Кајзер-Флајшерови прстен не омета визуелну функцију.
Посебно код пацијената са светлом дужицом  Кајзер-Флајшерови прстенови могу бити видљиви голим оком.

## Дијагноза
Кајзер-Флајшерови прстенови не изазивају никакве симптоме. Обично се види као златни, смеђи прстен на периферној рожњачи. Почиње од Швалбеове линије и протеже се мање од 5 мм на рожњачу. Прстен може изгледати као зеленкасто-жута, рубин црвена, светло зелена или ултрамарин плава. Скоро увек је обостран и појављује се прво супериорно, затим инфериорно, а онда касније постаје ободна промена.
У почетним фазама, Кајзер-Флајшерови прстенови се обично виде при прегледу прорезаном лампом; међутим, како болест напредује, могу се видети голим оком, посебно када је шареница благо пигментисана и постоји велика преоптерећења бакром. Због тога је преглед прорезаном лампом обавезан за постављање дијагнозе.
Гониоскопија може открити ране облике Кајзер-Флајшерових прстенова.

## Диференцијална дијагноза
- Хронична хипертензивна енцефалопатија
- Емболична територијална инфекција
- Глиом[14]
- Јапански енцефалитис[15]
- Примарни лимфом ЦНС-а[16]
- Туберкулозни менингоенцефалитис[17]
- Енцефалитис западног Нила[18]

## Терапија
Када се дијагноза постави, лечење се спроводи хелатним агенсима. Ови агенси везују вишак бакра у телу и појачавају излучивање урина. Два најчешће коришћена лека су пенициламин и триентин. Оба ова лека треба узимати орално, а лечење је обично доживотно. Средства као што је цинк ацетат спречавају прекомерну апсорпцију бакра и такође се користе у комбинацији са хелатним агенсима, као терапија одржавања код пацијената који су дебакирани, и као привремена мера у трудноћи. Пацијенти треба да се стриктно придржавају дијете са мало бакра. Пацијентима који имају акутну инсуфицијенцију јетре биће потребна хитна евалуација трансплантације јетре јер је само медицински третман неефикасан код таквих пацијената.
Каисер-Флеисцхер прстенови обично нестају током лечења и поново се појављују са прогресијом болести. Када је присутан, то је користан клинички знак за праћење усклађености са лечењем. Прстенови нестају са хелационом терапијом током три до пет година код до 80% пацијената